# Комплекс з виробництва добрив у Гоа
Комплекс з виробництва добрив у Гоа – підприємство індійської хімічної промисловості, майданчик якого знаходиться на західному узбережжі країни у штаті Гоа.
У 1973-му на виробничому майданчику стало до ладу виробництво аміаку, який в подальшому перетворювали на сечовину. 
В 1975 та 1984 роках ввели в дію дві лінії з випуску комплексних добрив, які продукують гідрофосфат амонію (азотно-фосфорне добриво, яке отримують реакцією аміаку та фосфорної кислоти) та NPK (азотно-фосфорно-калійне добриво, яке потребує домішування хлориду калію). Власного аміаку для цього не вистачає, тому його необхідно імпортувати, так само як і фосфорну кислоту та хлорид калію.
Станом на початок 2020-х річна потужність підприємства становила 230 тисяч тон аміаку, 400 тисяч тон сечовини (добова продуктивність 702 тони аміаку та 1210 тон сечовини), 840 тисяч тон NPK та гідрофосфату амонію (добова потужність ліній комплексних добрив визначена як 1230 та 1296 тон).
Завод знаходиться неподалік від порту Мормугао, що забезпечує гарну логістику. На підприємстві одночасно може зберігатись 8 тисяч тон аміаку, 36,5 тисяч тон фосфорної кислоти, 3,5 тисяч тон сульфатної кислоти, 14 тисяч тон хлориду калію, а також 40 тисяч тон сечовини та 12 тисяч тон комплексних добрив.
Сировиною для виробництва аміаку первісно була суміш легких нафтопродуктів – naphtha (також є цінною нафтохімічною сировиною і використовується установками парового крекінгу). В першій половині 2010-х цей процес перевели на природний газ, який надходить по трубопроводу Гокак – Гоа.
Для забезпечення власних енергетичних потреб на майданчику є два парові котла та один генератор потужністю 7,5 МВт (обслуговують виробництва аміаку та сечовини), а також дизель-генераторний комплект потужністю 6,1 МВт (працює на лінії комплексних добрив). При цьому існують плани заміни зазначеного обладнання на газову турбіну з котлом-утилізатором. 
Підприємство належить індійському конгломерату Adventz Group, який наразі контролює його через  є компанію Zuari Agro Chemicals Limited (ZACL).